# 穆湘玥

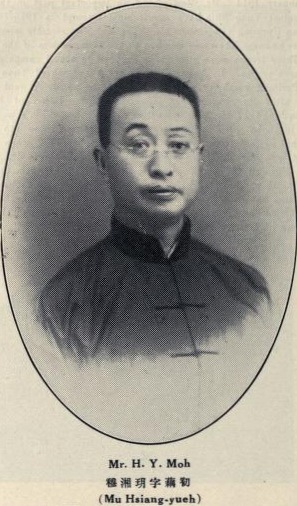

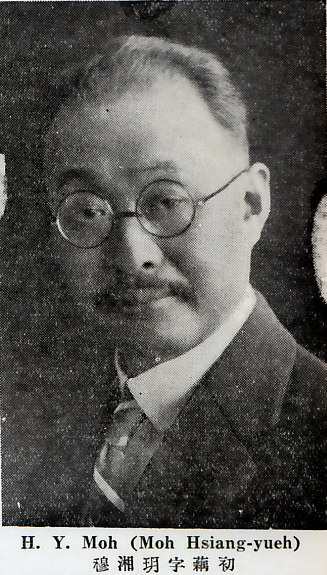

穆湘玥（1876年—1943年9月19日），字藕初。中国企业家。穆湘瑶之弟。

## 生平
穆湘玥是上海浦东杨思镇人，1889年因父亲破产而失学，入上海棉花行当学徒，1900年考入江海关，1905年参加抵制美货运动并辞职，任上海龙门书院教习、江苏铁路公司警务长等职。1909年赴美留学，初入威斯康辛大学，后转学到伊利诺伊大学并于1913年毕业，1914年获德克萨斯农工大学农学硕士学位回国。在上海创办德大纱厂、厚生纱厂，在河南郑州创办豫丰纱厂，1915年到1920年间陆续开工。他引进科学管理制度，并创办棉种试验场，发起成立上海华商纱布交易所。1923年6月13日，曹锟高凌霨驱赶大总统黎元洪，6月23日，穆湘玥以上海总商会的名义发表宣言，不承认曹锟高凌霨代表国家。毛泽东在《向导》撰文，赞誉穆湘玥是“商人出来干预政治的第一声”。
穆湘玥也热心于挽救濒于式微的昆曲，1922年接手苏州昆曲传习所。1927年因經濟問題停止資助傳習所，不久後傳習所宣告解散。
抗战时期，穆湘玥移居重庆，1943年9月19日在重庆去世。

## 昆曲
1923年起，穆藕初已有了一些經濟問題，1924年初因豫丰纱厂负债，债权人將其資產变卖。但他仍然勉力支持昆劇傳習所的運營，倪传钺说：
|  | 穆先生事业受挫，经费发生困难，仍然负担传习所的费用。我曾听孙咏雩所长讲，约在1925年，传习所没钱了，孙到上海纱布交易所找穆先生，先生二话没说，当场叫毕云程开了张支票，交孙带回。这笔钱其实是穆先生自己在交易所的薪水。类似情况非一次。1926年我们在传习所学习了5年，照理要毕业了。但经济还不能自立，虽然有实习演出的补贴，不足之处仍须穆先生负担。有一段时间，即使接不上，穆先生关照他的学生杨习贤出资支持。 |

1927年因實在無力繼續支持傳習所，他將顾传阶、朱传茗、张传芳、倪传钺等一部分傳習所的學院叫到家中，說道：“我破产了，没有钱来支持昆曲事业了，好在你们已经长大，以后自谋出路吧。”1927年10月底，穆将昆劇傳習所交給企業家严惠宇、陶希泉經辦，後者將其改為新的新乐府昆班。
不過，即使傳習所解散了，穆藕初與傳習所的成員仍有較緊密的聯繫。1931年，他還幫“传”字辈組建的仙霓社在上海找到了演出場地。1932年仙霓社在上海演出时，他又和张慰如、徐凌云等以“昆剧保存社”的名義為仙霓社印刷宣传材料。

## 延伸阅读
[在维基数据编辑]
 《游美同學錄·穆湘玥》，出自《游美同學錄》
 《海上名人傳·穆蕅初》，出自《海上名人傳》
 在维基共享资源阅览影像